# Felsőkelecsény
Felsőkelecsény község Borsod-Abaúj-Zemplén vármegyében, a Putnoki járásban.

## Fekvése
Kazincbarcikától 15 kilométerre északra fekszik, a megyeszékhely Miskolctól közúton 30 kilométerre északnyugatra.
A környező települések: északkelet felől Rudabánya (4 km), dél felől Felsőnyárád (4 km), délnyugat felől Jákfalva, nyugat felől Dövény, északnyugat felől pedig Zubogy (3 km). A legközelebbi város Rudabánya.

### Megközelítése
Csak közúton közelíthető meg, Felsőnyárád vagy Zubogy érintésével a 2603-as, Rudabánya felől pedig a 2608-as úton.

## Története
Felsőkelecsény a 20. század elején Borsod vármegye Edelényi járásához tartozott.
1910-ben 391 lakosából 384 magyar, 7 német volt. Ebből 115 római katolikus, 12 görögkatolikus, 247 református, 12 evangélikus volt.

## Közélete

### Polgármesterei
- 1990–1994: Andó Béláné (független)[3]
- 1994–1998: Andó Béláné (független)[4]
- 1998–2002: Andó Béláné (független)[5]
- 2002–2006: Andó Béláné (független)[6]
- 2006–2010: Andó Béláné (független)[7]
- 2010–2014: Nagy Albert (független)[8]
- 2014–2019: Nagy Albert (független)[9]
- 2019–2024: Bálint László (független)[10]
- 2024– : Tóth Attila (független)[1]

## Népesség
A település népességének változása:
| Lakosok száma | 372  | 380  | 362  | 309  | 354  | 350  | 353  |
|               | 2013 | 2014 | 2015 | 2021 | 2022 | 2023 | 2024 |

2001-ben a település lakosságának 99%-a magyar, 1%-a cigány nemzetiségűnek vallotta magát.
A 2011-es népszámlálás során a lakosok 94,8%-a magyarnak, 10,6% cigánynak, 0,8% németnek mondta magát (5,2% nem válaszolt; a kettős identitások miatt a végösszeg nagyobb lehet 100%-nál). A vallási megoszlás a következő volt: római katolikus 31,3%, református 44,4%, görögkatolikus 5,7%, evangélikus 0,3%, felekezeten kívüli 6,3% (11,4% nem válaszolt).
2022-ben a lakosság 81,9%-a vallotta magát magyarnak, 3,1% cigánynak, 0,3% németnek, 0,3% egyéb, nem hazai nemzetiségűnek (18,1% nem nyilatkozott; a kettős identitások miatt a végösszeg nagyobb lehet 100%-nál). Vallásuk szerint 17,5% volt római katolikus, 27,7% református, 2,5% görög katolikus, 9,9% felekezeten kívüli (42,4% nem válaszolt).

## Nevezetességek
- Református templom - 1750-ben épült, barokk stílusban. Többször is átépítették.